# Montezumia holmbergi
Montezumia holmbergi är en stekelart som beskrevs av Brethes 1906. Montezumia holmbergi ingår i släktet Montezumia och familjen Eumenidae. Inga underarter finns listade i Catalogue of Life.